# テレサ・フー
テレサ・フー（傅穎、Theresa Fu、1984年9月22日 - ）は、香港の歌手、女優である。身長167cm、体重45kg、おとめ座。星皓娯楽所属。

## プロフィール
2002年にCookies（香港版モーニング娘。と呼ばれた）のメンバーとなり、その後9人から4人に再編成されたMini Cookiesの活動を経て、現在はソロで活動している。
2006年12月発売の書物「甜蜜蜜」をリリースした。2007年7月には「T with Sunshine」と「Life is beautiful」をリリース。
歌手としては、2007年7月に初の広東語アルバム『My Cup of T』でソロデビュー。2008年7月には『Smiling』をリリース。また、2008年5月30日にカナダトロントでソロコンサート「The Magic Moments Concert」を行った。
2009年、バレンタイン前に3枚目となるアルバム『Dearest』をリリース。売上が一万枚を超え、所属レコード会社のオーナー・黄柏高に「会社で一番の売り上げを誇る女性歌手になった」と大絶賛される。

## 音楽作品
cookies、Mini cookies 時代の楽曲については、cookiesを参照のこと。

### アルバム
- 2007年7月18日『My Cup of T』
- 2008年7月23日『Smiling』
- 2009年2月13日『Dearest』

### その他
- 2007年 金牌醇音楽
- 2008年8月27日 金牌主題曲

## コンサート
- The Magic Moments Concert（2008年5月30日）
- 安信 x 傅穎 音楽会（2009年2月22日）
- 金牌大風澳門威尼斯人演唱会 2009（2009年3月14日）

## 出演作品

### テレビドラマ
- 当四葉草碰上剣尖時 (2003年、TVB) - 料理教室のクラスメイト 役
- 恋愛自由式 (2003年、TVB) - 温柔 役
- 奇幻潮之羨慕死人 (2005年、TVB) - 張さん 役
- 廉政行動2007 (2007年、TVB) - 張麗珊 役

### 映画
- 九個女仔一只鬼 (2002年) - 辣椒 役
- 百分百感覚2003 (2003年) - Jenny 役
- 失驚無神 (2004年) - 阿淑 役
- カンフー麻雀 / 雀聖 (2005年) - 雪儿 役
- 龍咁威2 (2005年) - 女性警察官(ゲスト) 役
- 春田花花同学会 (2005年) - 食堂の店員 役
- ロボッツ (2005年) - 中国語版吹き替え
- 至尊無頼 (2006年) - 荘情 役
- 独家試愛 (2006年) - 阿琪 役
- 恋愛初歌 (2006年) - Philo 役
- 黒拳 (2006年) - 徐志 役
- 三分鐘先生 (2006年) - 花花 役
- 校墓処 (2007年) - 何逸敏 役
- 家有喆事2009 (2009年) - ゲスト
- 武動青春 (2009年)

### インターネットドラマ
- 藍缶最痛（2002年、now.com）
- 百分百感覚 冬日恋曲3 我的兄弟姉妹（2003年、now.com）
- 四曲奇談（2003年、now.com）
- 夏之盛放(2009年、sony PS3ネットドラマ)

### 広告
- 高潔絲 White ナプキン (2001年)
- Meko 天然水 他 (2002年 - 2003年)
- FreshLookコンタクトレンズ(2002年)
- 新華旅遊 日本旅行特別番組とテレビCM
- Orange 携帯電話 (2002年)
- 古龍群俠傳 2.0 Online 七武器 編 (2003年)
- 古龍群俠傳 3.0 Online 幽霊山荘 編 (2003年)
- 繊之花茶 (2003年)
- 古龍群俠傳 4.0 Online 剣神謝暁峰 編 (2004年)
- Broadway (2004年)
- アディダス (2004年)
- Innostream MP3 携帯電話 (2004年)
- 中原電器 (2005年)
- 古龍群俠傳 6.0 Online 終極兵器譜 編 (2005年)
- ネスレ アロエ白茶 (2005年)
- ネスレ 清新点 (2006年、2007年)
- 大家楽 (2006年)
- 古龍群俠傳7.0 online 多情剣俠無情刀 編 (2006年)
- Nostale 夢之歴険 Online (2007年)
- 繊形22 (2008年)
- 新華旅遊 (2008年)
- MSN Live Messenger「T with MSN」 (2008年)

## 書物
- 2006年12月29日 甜蜜蜜
- 2007年7月18日 T with Sunshine
- 2007年7月18日 Life is beautiful
- 2007年7月18日 甜蜜蜜 閃亮第二版

## 写真集
- 2002年 Delicious Cookies写真集
- 2008年 Gracious @ Smiling Theresa
- 2008年 Sensuous @ Smiling Theresa